# Es begann in Neapel
Es begann in Neapel (Originaltitel: It Started in Naples) ist eine US-amerikanische Filmromanze von Melville Shavelson aus dem Jahr 1960 mit Clark Gable und Sophia Loren in den Hauptrollen.

## Handlung
Der US-amerikanische Anwalt Mike Hamilton reist von Philadelphia nach Neapel, um sich dort um den Nachlass seines tödlich verunglückten Bruders zu kümmern. Von seinem Berufskollegen Mario Vitale erfährt er vor Ort, dass sein Bruder einen achtjährigen Sohn namens Nando hinterlassen hat, der inzwischen auf Capri bei seiner Tante Lucia aufwächst. Lucia, die als Sängerin in einem Nachtclub arbeitet, fürchtet, dass Mike das Sorgerecht für Nando erhält und sie ihren geliebten Neffen nie wiedersieht. Obwohl Mike und die temperamentvolle Lucia gleich zu Beginn ihrer Bekanntschaft auf Capri in Streit geraten, versichert er ihr, dass er ihr Nando nicht wegnehmen werde, ihn aber wenigstens finanziell unterstützen möchte.
Als Mike das letzte Boot von Capri zurück nach Neapel verpasst und Unterhaltung suchend durch die nächtlichen Straßen der Insel spaziert, findet er Nando, wie dieser Flugblätter mit Fotos der spärlich gekleideten Lucia herumreicht. Nachdem er Nando heimgeschickt hat, geht er in Lucias Club und schaut sich eine ihrer Shownummern an. Kurz darauf geraten die beiden erneut aneinander, weil Mike Lucias Erziehungsmethoden infrage stellt. Mike ist empört darüber, dass Nando raucht, permanent die Schule schwänzt und sich auch als Taschendieb verdingt. Als er darauf besteht, dass Nando die Amerikanische Schule in Rom besucht, stürmt Lucia wütend davon.
Als Mike am nächsten Tag Nando bei Lucia abholen will, gibt diese vor, dass Mike den Jungen kidnappen will, und sorgt so dafür, dass die Nachbarn Mike vertreiben. Nando trifft sich dennoch mit seinem Onkel und zeigt ihm die Schönheit Capris. Kurz darauf trifft sich Mike mit Mario, um die nächsten rechtlichen Schritte zu besprechen. Mario hat jedoch die Absicht, Mike und Lucia miteinander zu verkuppeln. Beiden erzählt er, dass sich jeweils der eine zum anderen hingezogen fühle. Noch am selben Abend taucht Mike erneut in Lucias Club auf, wo sie schließlich miteinander tanzen. Nun, da sie sich näher kennenlernen, beginnt der stets geschäftige Mike, sich an das entspannte und süße Leben in Italien zu gewöhnen. Bei einem Straßenfest fragt Nando seinen Onkel, wann dieser seine Tante heiraten werde. Als Mike Nando erklärt, dass er nicht beabsichtige, Lucia zu heiraten, läuft Nando enttäuscht davon. Mike sucht Lucia auf und erzählt ihr, dass Nando weggelaufen sei. Obwohl Lucia vorgibt, ihre Beziehung ebenfalls nur als einen vergnüglichen Flirt angesehen zu haben, verletzt es sie sehr, dass er nicht ernsthaft an ihr interessiert zu sein scheint.
Vor Gericht in Neapel versucht Mario, die Richter zu Gunsten von Lucia zu beeinflussen, worauf dieser das Sorgerecht zugesprochen wird. Lucia hat inzwischen jedoch Verständnis für Mikes Wunsch, Nando solle eine gute Ausbildung erhalten. Schweren Herzens teilt sie Nando daher mit, dass er ihrer Karriere als Sängerin im Weg stehe und er besser bei seinem Onkel aufgehoben sei. Traurig und enttäuscht geht Nando zu Mike, der erkennt, dass Lucia ihren Neffen nur aufgegeben hat, weil sie das Beste für ihn will. Mike schickt Nando nach Capri zurück und entschließt sich, ohne ihn in die Vereinigten Staaten zurückzukehren. Als er jedoch in seinen Zug steigt, wird ihm bewusst, dass er eigentlich viel lieber in Italien bleiben möchte. Zusammen mit Nando kehrt er schließlich nach Capri zurück, wo Lucia beide glücklich empfängt.

## Hintergrund

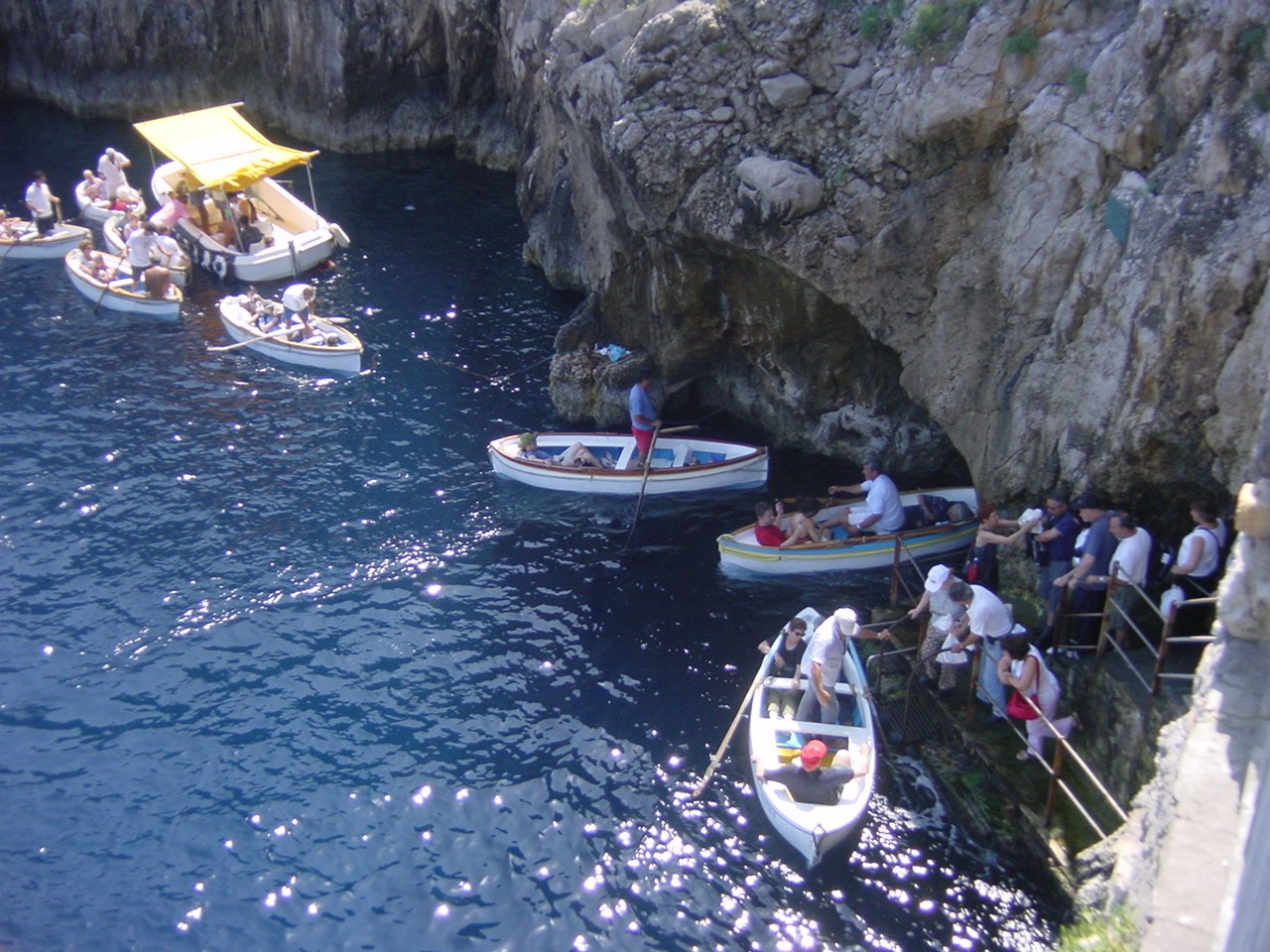
Die Blaue Grotte, ein Schauplatz des Films

Gedreht wurde 1959 in den italienischen Cinecittà-Filmstudios und an Originalschauplätzen in Rom, Neapel und auf Capri, wo unter anderem auch die Blaue Grotte als Kulisse diente. Für Sophia Loren, die bei Neapel in ärmlichen Verhältnissen aufgewachsen war, bedeuteten die Dreharbeiten eine triumphale Heimkehr, nachdem sie in Hollywood zum Star aufgestiegen war und nun von der neapolitanischen Bevölkerung bejubelt und gefeiert wurde. Noch mehr Grund zur Freude hatte sie, da Vittorio De Sica eine Nebenrolle spielte, mit dem sie bereits Das Gold von Neapel (1954) gedreht hatte und später weitere Male bis zu seinem Tod 1974 zusammenarbeiten sollte. Es war auch De Sicas Melodram Und dennoch leben sie (1960), für das Loren ein Jahr darauf den Oscar in der Kategorie Beste Hauptdarstellerin erhielt.
Es begann in Neapel wurde am 7. August 1960 in den Vereinigten Staaten uraufgeführt. Clark Gable starb nur drei Monate später im Alter von 59 Jahren an einem Herzinfarkt. Es sollte sein vorletzter Leinwandauftritt sein. In Deutschland kam der Film am 24. Februar 1961 in die Kinos. Am 1. Dezember 1973 wurde er vom ZDF erstmals im Fernsehen ausgestrahlt. Im Jahr 2005 erschien der Film auf DVD.

## Kritiken
Für das Lexikon des internationalen Films war Es begann in Neapel eine „Starkomödie“, die „mit vielen launigen Pointen“ aufwarten könne und „liebenswürdig unterhaltend“ sei. Cinema fand, es sei „[h]errlich, wie die feurige Loren hier nach Herzenslust singen, tanzen und vor allem wüst schimpfen darf“. Die zwischen ihr und Clark Gable dargestellte Liebe überzeuge „aber allenfalls auf dem Drehbuchpapier“. Prisma meinte, dass das „Vollblutweib Sophia Loren in ihrem Element“ sei. Sie sei im Film so „wie wir sie kennen und am liebsten sehen“.
Bosley Crowther von der New York Times zählte Sophia Loren seinerzeit zu den „optischen Attraktionen“ des Films. Der „Golf von Neapel, die Blaue Grotte, der Hafen von Capri und diverse Ansichten der Mittelmeerinsel“ seien „nicht annähernd so umwerfend wie sie“. Selbst Clark Gable stehe „in ihrem Schatten“. Variety meinte, dass das Drehbuch und auch Shavelsons Regie zu bedacht darauf gewesen seien, „den Film brüllend komisch und schlüpfrig zu gestalten“. Der dabei entstandene Humor sei mal erfreulich, mal anstrengend. Gable und Loren seien jedoch „ein überraschend effektives und kompatibles Comedy-Duo“. Vor allem Loren habe „eine lebhafte und vergnügliche Vorstellung“ geboten. Doch auch der Filmkritiker Leonard Maltin wies wiederum darauf hin, dass die beiden Stars als Liebespaar nicht überzeugen könnten, „obwohl sie ihr Bestes geben“.

## Auszeichnungen
Bei der Oscarverleihung 1961 war der Film in der Kategorie Bestes Szenenbild für einen Oscar nominiert. Er konnte sich jedoch nicht gegen Spartacus durchsetzen. Es begann in Neapel wurde des Weiteren mit einer Nominierung für den Golden Globe in der Kategorie Bester Film – Komödie oder Musical bedacht. Sophia Loren erhielt sowohl für den Golden Globe als auch für den Laurel Award eine Nominierung als beste Hauptdarstellerin in einer Komödie. 

## Deutsche Fassung
Die deutsche Synchronfassung entstand 1960 bei der Berliner Synchron. Für die Synchronregie und das Dialogbuch war Klaus von Wahl verantwortlich.
| Rolle            | Darsteller       | Synchronsprecher      |
| ---------------- | ---------------- | --------------------- |
| Michael Hamilton | Clark Gable      | Siegfried Schürenberg |
| Lucia Curcio     | Sophia Loren     | Marion Degler         |
| Mario Vitale     | Vittorio De Sica | Curt Ackermann        |
| Nando Hamilton   | Carlo Angeletti  | Michael Wuschick      |
| Renzo            | Paolo Carlini    | Rainer Brandt         |
| Luigi            | Claudio Ermelli  | Walter Bluhm          |
| Lucias Anwalt    | Marco Tulli      | Friedrich Joloff      |